# Santa Úrsula
Santa Úrsula es un municipio perteneciente a la provincia de Santa Cruz de Tenerife, en la isla de Tenerife —Canarias, España—. La capital municipal se localiza en el casco urbano de Santa Úrsula, situado a 284 m s. n. m.

## Toponimia
El nombre del lugar se debe a la condición que impone Dña. María de Gallegos al dejar edificar en sus terrenos una iglesia dedicada a la "Señora Santa Úrsula, con las once mil vírgenes".

## Símbolos

### Escudo
El escudo municipal fue aprobado por Decreto del Ministerio de la Gobernación de 15 de febrero de 1962, siendo su descripción: «De plata, la imagen de Santa Úrsula, acompañada de dos palmeras, todo en su color. Al timbre, corona real abierta.»

### Bandera
El municipio carece de bandera oficial.

## Geografía
Se encuentra situada en la vertiente norte de la isla, limitando al sur con los municipios de Arafo y Candelaria por la cumbre dorsal, con La Orotava al oeste por medio del barranco del Pinito, con La Victoria de Acentejo al este por el barranco Hondo, y al norte el océano Atlántico.
Santa Úrsula, con una superficie de 22,59 km², ocupa el 26.º puesto de la isla y el 47.º de la provincia en extensión.
La altitud máxima del municipio se localiza en la elevación conocida como Chipeque, a 1913 m s. n. m. Otras elevaciones importantes son la Montaña de Palo Seco, la Morra Itote y la Morra de Isarda, de 1805, 1794 y 1711 metros de altitud respectivamente.

### Orografía

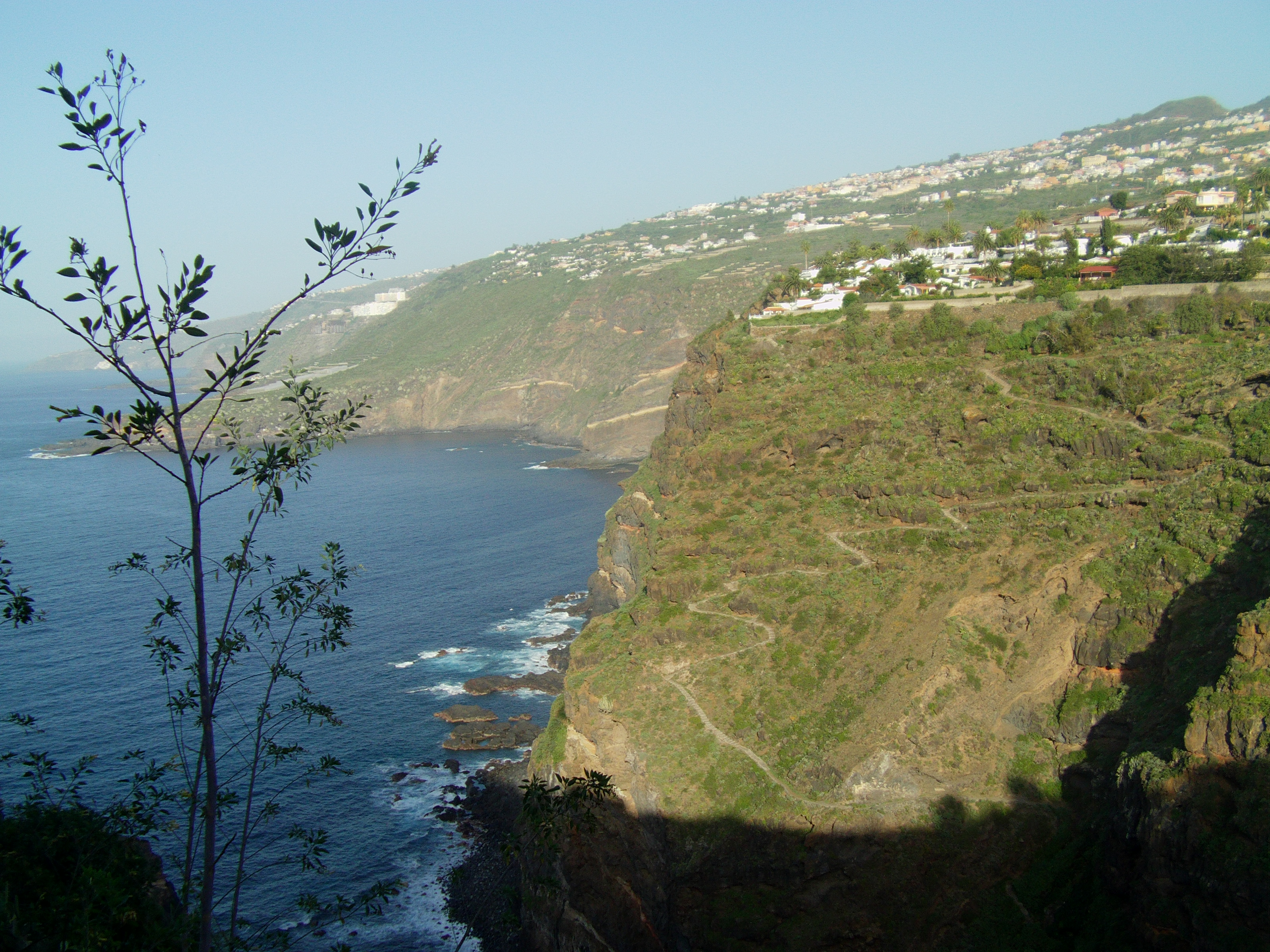
Litoral del municipio

Como la mayoría de los municipios de la vertiente norte de la isla, se extiende de cumbre a costa y es, a su vez, atravesado por diversos barrancos. Su abrupta costa abarca el espacio comprendido entre la Punta del Viento y la del Ancón.
Sus grandes pendientes son características, sobre todo en los sectores de cumbre y medianías, tendiendo a suavizarse a medida que descienden a la costa. Esta es abrupta y acantilada, poseyendo sólo dos pequeñas calas situadas en Santa Ana y el Charco del Negro. La costa, además, tiene un desarrollo relativamente corto, tan sólo con unos tres kilómetros de acantilado.

### Hidrografía
El territorio municipal está surcado por numerosos barrancos, siendo los de mayor entidad el barranco Hondo o del Infierno, límite con La Victoria de Acentejo, el barranco de los Lances, el barranco de la Fuente de Ravelo, los barranquillos del Jurado y del Ancón, y el barranco del Pino, límite con La Orotava.

### Clima
| Parámetros climáticos promedio de Santa Úrsula (1982-2012) | Parámetros climáticos promedio de Santa Úrsula (1982-2012) | Parámetros climáticos promedio de Santa Úrsula (1982-2012) | Parámetros climáticos promedio de Santa Úrsula (1982-2012) | Parámetros climáticos promedio de Santa Úrsula (1982-2012) | Parámetros climáticos promedio de Santa Úrsula (1982-2012) | Parámetros climáticos promedio de Santa Úrsula (1982-2012) | Parámetros climáticos promedio de Santa Úrsula (1982-2012) | Parámetros climáticos promedio de Santa Úrsula (1982-2012) | Parámetros climáticos promedio de Santa Úrsula (1982-2012) | Parámetros climáticos promedio de Santa Úrsula (1982-2012) | Parámetros climáticos promedio de Santa Úrsula (1982-2012) | Parámetros climáticos promedio de Santa Úrsula (1982-2012) | Parámetros climáticos promedio de Santa Úrsula (1982-2012) |
| Mes                                                        | Ene.                                                       | Feb.                                                       | Mar.                                                       | Abr.                                                       | May.                                                       | Jun.                                                       | Jul.                                                       | Ago.                                                       | Sep.                                                       | Oct.                                                       | Nov.                                                       | Dic.                                                       | Anual                                                      |
| ---------------------------------------------------------- | ---------------------------------------------------------- | ---------------------------------------------------------- | ---------------------------------------------------------- | ---------------------------------------------------------- | ---------------------------------------------------------- | ---------------------------------------------------------- | ---------------------------------------------------------- | ---------------------------------------------------------- | ---------------------------------------------------------- | ---------------------------------------------------------- | ---------------------------------------------------------- | ---------------------------------------------------------- | ---------------------------------------------------------- |
| Temp. máx. media (°C)                                      | 18.6                                                       | 18.8                                                       | 20.1                                                       | 20.8                                                       | 22.0                                                       | 24.0                                                       | 26.4                                                       | 27.6                                                       | 26.2                                                       | 24.5                                                       | 21.6                                                       | 19.7                                                       | 22.5                                                       |
| Temp. media (°C)                                           | 15.5                                                       | 15.7                                                       | 16.7                                                       | 17.2                                                       | 18.4                                                       | 20.3                                                       | 22.4                                                       | 23.3                                                       | 22.7                                                       | 21.0                                                       | 18.6                                                       | 16.7                                                       | 19                                                         |
| Temp. mín. media (°C)                                      | 12.5                                                       | 12.7                                                       | 13.3                                                       | 13.7                                                       | 14.8                                                       | 16.7                                                       | 18.5                                                       | 19.0                                                       | 19.2                                                       | 17.6                                                       | 15.6                                                       | 13.7                                                       | 15.6                                                       |
| Precipitación total (mm)                                   | 59                                                         | 47                                                         | 41                                                         | 21                                                         | 9                                                          | 4                                                          | 1                                                          | 1                                                          | 7                                                          | 38                                                         | 69                                                         | 75                                                         | 372                                                        |
| Fuente: Climate-data.org                                   |                                                            |                                                            |                                                            |                                                            |                                                            |                                                            |                                                            |                                                            |                                                            |                                                            |                                                            |                                                            |                                                            |

### Flora
La vegetación natural de Santa Úrsula, como en el resto de la vertiente norte de Tenerife, se halla profundamente transformada por las actividades humanas.
En los acantilados costeros sobresalen los matorrales de tomillo marino Frankenia ericifolia y lechuga de mar Astydamia latifolia, las comunidades rupícolas de gomereta Aeonium lindleyi y los cardonales de Euphorbia canariensis. Las antiguas zonas de cultivo y fondos de barranco se hallan cubiertas de matorrales de inciensos Artemisia thuscula, vinagreras Rumex lunaria y zarzas Rubus ulmifolius. El área de montes conserva buenas muestras de laurisilva, así como de monteverde seco compuesto por las especies arbóreas menos exigentes en humedad como los barbusanos Apollonias barbujana, mocanes Visnea mocanera y madroños canarios Arbutus canariensis. El fayal-brezal también está presente, cuyas especies típicas —brezo Erica arborea, faya Myrica faya y acebiño Ilex canariensis— se intercala con el pinar de pino canario Pinus canariensis. El resto de la zona de cumbres se encuentra compuesta por plantaciones mixtas de pino canario y pino insigne Pinus radiata.

### Espacios protegidos
Santa Úrsula posee superficie de los paisajes protegidos de Las Lagunetas y Costa de Acentejo, así como parte de la reserva natural especial de Las Palomas.
La superficie de Las Lagunetas y de Las Palomas también está declarada como Zona Especial de Conservación y Zona de Especial Protección para las Aves incluidas en la Red Natura 2000.
El municipio cuenta además con los Montes de Utilidad Pública denominados «Las Canales» y «Orticosa».

### Comunicaciones

#### Carreteras

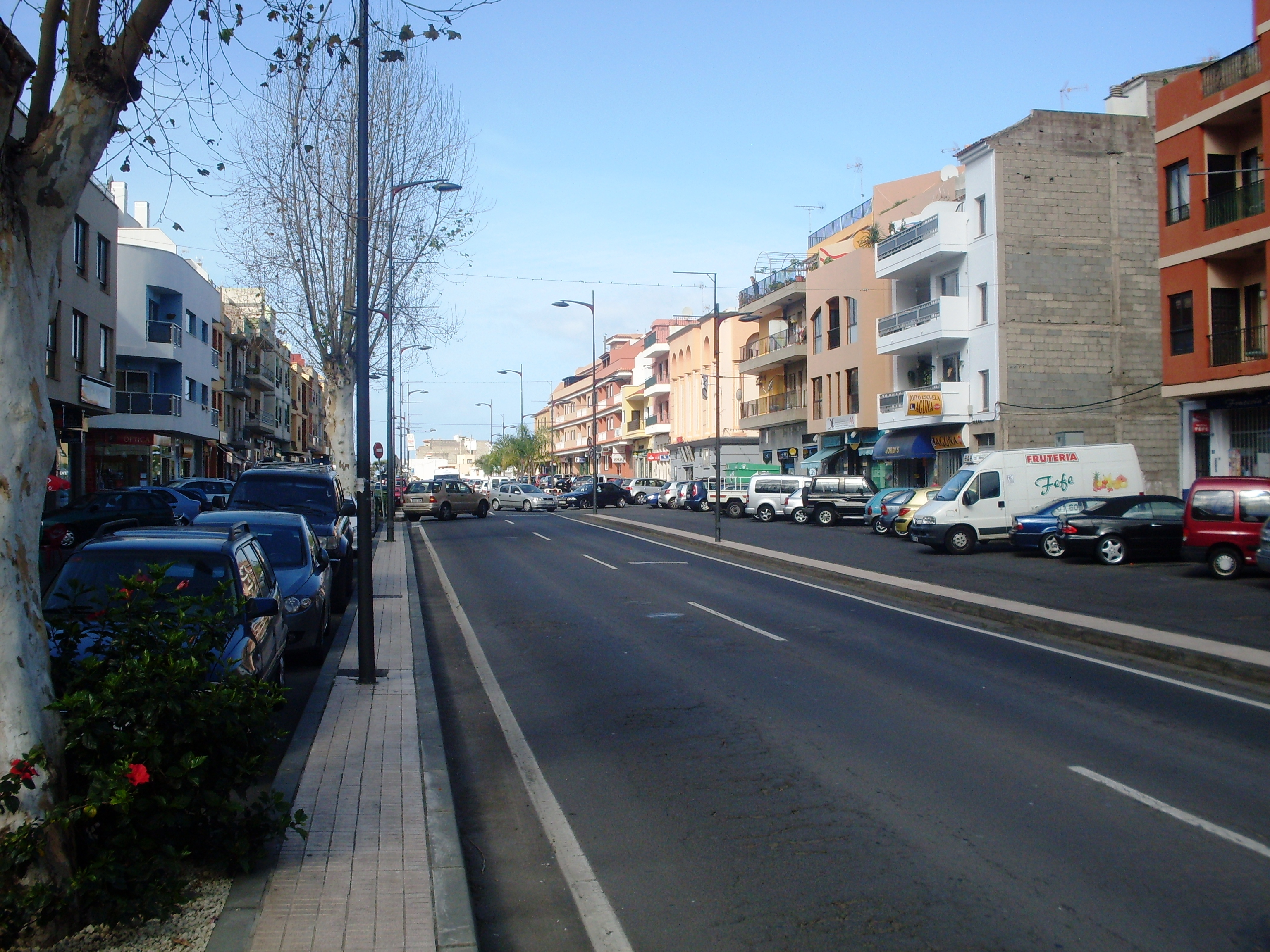
La TF-217 a su paso por la capital municipal

Al municipio se accede principalmente por la Autopista del Norte TF-5 y por la carretera de La Matanza a Puerto de la Cruz TF-217.

#### Transporte público
El municipio cuenta con dos paradas de taxis, una en la carretera de España y otra en la calle Bicacarera, en La Quinta. Por su parte, los servicios de transporte regular en autobús —guagua— los cubre la empresa Transportes Interurbanos de Tenerife, S.A.U. (TITSA) mediante las siguientes líneas:
| Línea | Trayecto                                                    | Recorrido                                                         |
| ----- | ----------------------------------------------------------- | ----------------------------------------------------------------- |
| 062   | La Laguna - La Orotava (por la Comarca de Acentejo)         | Horario/Línea                                                     |
| 101   | La Laguna - La Orotava (por la carretera General)           | Horario/Línea                                                     |
| 102   | Santa Cruz - Aeropuerto Norte - Puerto de la Cruz (express) | Horario/Línea                                                     |
| 107   | Santa Cruz - Buenavista (por Aeropuerto Norte)              | Horario/Línea                                                     |
| 108   | Santa Cruz - Icod de los Vinos (por Aeropuerto Norte)       | Horario/Línea                                                     |
| 310   | La Orotava - Universidad - Hospitales                       | Horario/Línea Archivado el 2 de junio de 2016 en Wayback Machine. |

#### Caminos
Por la zona alta del municipio pasa el camino homologado en la Red de Senderos de Tenerife denominado GR 131 Anaga-Chasna.

## Historia

### Etapa guanche: antes delsigloXV
El moderno término municipal se encuentra habitado desde época guanche, tal y como demuestran los yacimientos arqueológicos encontrados.
Este territorio conformaba el término de Acentejo del reino o menceyato de Taoro, suponiendo algunos investigadores que dicho término conformaba una región característica dentro del menceyato, y que podía haberse encontrado en proceso de convertirse en una unidad territorial independiente a la llegada de los conquistadores.
Según la tradición, en una cueva del barranco del Pino se hallaba la morada del mencey Bencomo de Taoro.
La población guanche de esta zona se concentraba en las cuevas de los acantilados y barrancos del sector costero entre el barranco Hondo y la punta del Ancón. En el área de La Quinta destaca la existencia de un lugar de culto con grabados rupestres asociados.

### Conquista y colonización europeas: siglosXVyXVI

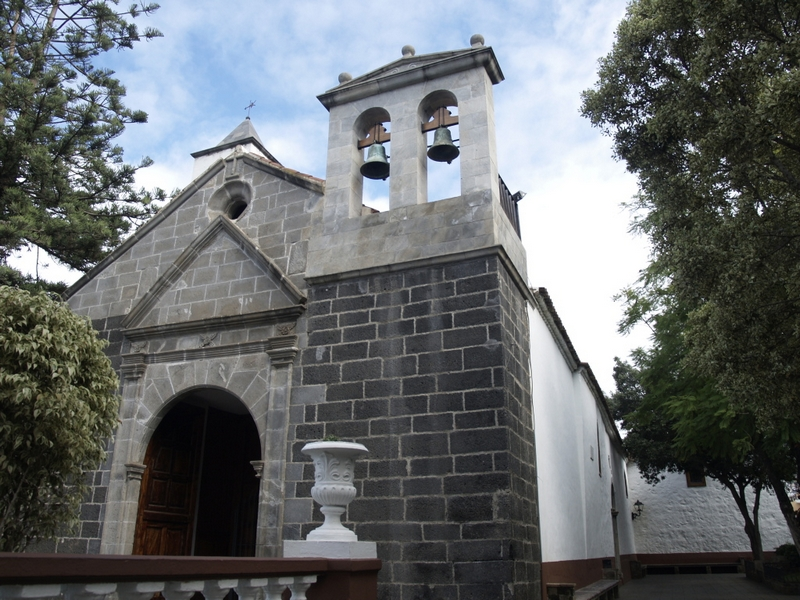
Iglesia de Santa Úrsula mártir

Durante la conquista de la isla entre 1494 y 1496, el territorio del moderno término municipal fue lugar de enfrentamientos entre guanches y castellanos, al ser parte del menceyato de Taoro, principal opositor a la invasión europea. Así, los historiadores refieren un episodio en el que, acampados los castellanos cerca del barranco de Acentejo en diciembre de 1495, el conquistador Lope Hernández de la Guerra llevó a cabo una incursión tierra adentro para descubrir el valle de La Orotava, siendo atacado en territorio santaursulero por varios guanches. Lope consigue apresar a uno de ellos, que es interrogado y por el que se entera el capitán de la conquista Alonso Fernández de Lugo de que el mencey Bentor pretende emboscarlos en un barranco. Gracias a esta información los castellanos consiguen vencer a los guanches en la segunda batalla de Acentejo.
El lugar comienza a formarse en torno a la ermita de Santa Úrsula, construida entre 1587 y 1612, estando originalmente bajo la jurisdicción del alcalde real de Acentejo, que abarcaba los territorios de La Victoria y Santa Úrsula.

### Antiguo Régimen: siglosXVIIyXVIII
En 1614 se eleva al rango de parroquia la iglesia de Santa Úrsula, siendo segregada de la parroquia de San Pedro Apóstol de El Sauzal. Asimismo, por esta época comienza también a contar con alcalde real propio.
El historiador Juan Núñez de la Peña describe el lugar en 1676 de la siguiente forma:

SANTA URSOLA. Es buen lugar, está más de media legua de la Victoria; tiene buena Parroquia de Santa Ursola con su Cura; ay Alcalde, cogense de todos frutos de vino.
Juan Núñez de la Peña, 1676.

En 1768 se crean las primeras juntas municipales o «ayuntamientos» de los lugares formadas por el alcalde real y los nuevos cargos públicos creados por el rey Carlos III: síndico personero, diputado del común y fiel de fechos. Estos oficios eran elegidos por los propios vecinos mediante sufragio censitario.
José de Viera y Clavijo, en su obra Noticias de la historia general de las Islas Canarias, dice:

SANTA ÚRSULA. Está a media legua de La Victoria, y 4 de La Laguna. Lugar poco arruado, territorio sano, alegre, despejado, muchas heredades de viñas, agua excelente llamada de Chimaque, árboles frutales de toda especie. La iglesia es muy aseada. Sírvela un cura provisión del obispo. Compónese la jurisdicción de 1.222 personas, muchas en los pagos de La Corujera y El Llano. Tiene 3 ermitas: San Luis, en el Calvario; San Bartolomé, en La Corujera; y San Clemente, en el Malpaís.
José de Viera y Clavijo, 1772-1773.

### Etapa moderna: siglosXIXyXX
En 1813 se conforma el municipio de Santa Úrsula sobre la base de la nueva organización administrativa local surgida de la Constitución de Cádiz. Tras la alternancia entre períodos constitucionales y absolutistas de principios de siglo, el municipio se consolida definitivamente en 1836 cuando se le dota de poder económico.
En el Diccionario geográfico-estadístico-histórico de España y sus posesiones de Ultramar de Pascual Madoz aparece el municipio descrito de la siguiente manera:

ÚRSULA (SANTA): lugar con ayuntamiento en la isla y diócesis de Tenerife, (...), partido judicial de la Laguna, de cuyo punto dista 14 leguas. SITUACIÓN: en la costa setentrional de la isla en terreno sano, alegre y despejado; la combaten principalmente los vientos de NE., y su CLIMA templado, no padeciéndose otras enfermedades que las generales de la isla. Consta de unas 340 CASAS de mal gusto, diseminadas en su jurisdicción que se estiende 1/4 de leguas; No hay casa de ayuntamiento ni cárcel por motivo de haberse incendiado una y otra en el año de 1843; pero existen 2 escuelas particulares para ambos sexos, á las que concurren de 40 á 50 niños y otras tantas niñas. Se halla una fuente de agua de escelente calidad, llama de Chimaque, de la que se provee todo el vecindario, y sirve además para el riego de algunas huertas. La iglesia parroquial dedicada á Sta. Úrsula, es de entrada, (...). Como parroquia matriz comprende dos aldeas ó barrios llamados de la Corugera y el Llano, y 3 ermitas dedicadas á San Luis, en el Calvario; San Bartolomé, en el referido barrio ó aldea de la Corugera, y San Clemente, en Malpais. Confina el TÉRMINO N. con el mar; E. con Arafo; S. con la Victoria, y O. con la Orotava. El TERRENO aunque en general calizo y de secano, es de muy buena calidad; habiendo en su jurisdicción algunos montes que crian pinos, hayas, brezos, jaras y otros arbustos; CAMINOS: hay 2 principales que se dirigen uno á Victoria y la ciudad de la Laguna, y otro á la villa de la Orotava; la CORRESPONDENCIA se lleva y recibe en la ciudad de la Laguna por medio de un baligero. PRODUCCIÓN PRINCIPAL: trigo, cebada, maiz, centeno, lino, muchas especies de frutas, patatas y abundancia de vino que es su principal riqueza; se cria bastante ganado de cerda y se mantiene el de labor indispensable para el cultivo de la agricultura; hay caza de conejos, perdices, codornices y palomas y pesca de caña en la costa; INDUSTRIA: algunos telares de lienzos caseros, cintas y medias; POBLACIÓN: 343 vecinos, 1.480 almas...
Pascual Madoz, 1849.

En 1897 se zanja el pleito sostenido entre Santa Úrsula y La Orotava con respecto a los límites territoriales entre ambas poblaciones. Este conflicto había surgido desde comienzos del siglo XVII con la creación de la parroquia de Santa Úrsula.

## Demografía
Santa Úrsula cuenta con una población de 15 386 habitantes (INE 2024).
| Gráfica de evolución demográfica de Santa Úrsula entre 1842 y 2021                                                  |
| |
| Población de derecho según los censos de población del INE Población de hecho según los censos de población del INE |

A 1 de enero de 2014 Santa Úrsula tenía un total de 14 296 habitantes, ocupando el 16.º puesto en número de habitantes de la isla de Tenerife y el 18.º de la provincia de Santa Cruz de Tenerife.
La población relativa era de 632,85 hab./km².
Del análisis de la pirámide de población se deduce que:
- La población comprendida entre 0 y 14 años era el 16 % del total;
- la población entre 15 y 64 años se correspondía con el 71 %;
- y la población mayor de 65 años era el 13 % restante.

Por sexos contaba con 7147 hombres y 7149 mujeres.
| Entidad singular                 | Habitantes |
| -------------------------------- | ---------- |
| El Cantillo                      | 121        |
| La Corujera                      | 2420       |
| Cuesta de la Villa - El Calvario | 3433       |
| El Farrobillo                    | 970        |
| Santa Úrsula (capital municipal) | 3678       |
| Tosca Barrios                    | 131        |
| Tosca de Ana María               | 546        |
| La Quinta                        | 1550       |
| La Vera                          | 1447       |
| Total                            | 14 296     |

## Economía
El municipio de Santa Úrsula, históricamente agrícola, ha transformado su economía hacia el sector servicios, con pequeñas y medianas empresas, destacando la restauración y algunas instalaciones de hostelería. Por su parte, la agricultura sigue presente de manera significativa sobre todo con cultivos de viña y papa, encontrándose el municipio incluido en la comarca vitivinícola y denominación de origen Tacoronte-Acentejo.

## Administración y política

### Gobierno municipal
Santa Úrsula está regido por su Ayuntamiento, formado por el alcalde-presidente y diecisiete concejales.
| Periodo   | Nombre                    | Partido | Partido                                         |
| --------- | ------------------------- | ------- | ----------------------------------------------- |
| 1979-1983 | Fernando Luis González    |         | Unión de Centro Democrático (UCD)               |
| 1983-2003 | Fernando Luis González    |         | Asociación Independiente de Santa Úrsula (AISU) |
| 2003-2011 | Ricardo García Gutiérrez  |         | Asociación Independiente de Santa Úrsula (AISU) |
| 2011-2015 | Milagros Pérez León       |         | Partido Popular (PP)                            |
| 2015-act. | Juan Manuel Acosta Méndez |         | Asociación Independiente de Santa Úrsula (AISU) |

| Partido político | Partido político                                                                | 1979   | 1983   | 1987   | 1991   | 1995   | 1999   | 2003   | 2007   | 2011   | 2015   | 2019   | 2023   |
| Partido político | Partido político                                                                | Ediles | Ediles | Ediles | Ediles | Ediles | Ediles | Ediles | Ediles | Ediles | Ediles | Ediles | Ediles |
|                  | Asociación Independiente de Santa Úrsula (AISU)                                 |        | 8      | 10     | 12     | 10     | 11     | 9      | 10     | 8      | 8      | 13     | 12     |
|                  | Alternativa Popular Canaria (APCA)                                              |        |        |        |        |        |        | 1      |        |        |        |        |        |
|                  | Alternativa Democrática de Santa Úrsula-Nueva Canarias (NC)-Frente Amplio (ADS) |        |        |        |        |        |        |        |        |        | 1      |        |        |
|                  | Alternativa por Santa Úrsula (APSU)                                             |        |        |        |        |        |        |        | 1      |        |        |        |        |
|                  | Iniciativa Canaria Nacionalista (ICAN)                                          |        |        |        | 0      | 1      |        |        |        |        |        |        |        |
|                  | Alianza Popular (AP)-Partido Popular (PP)                                       | 2      | 1      | 1      | 0      | 1      | 0      | 2      | 3      | 8      | 7      | 3      | 3      |
|                  | Partido Socialista Obrero Español (PSOE)                                        |        | 4      | 2      | 1      | 1      | 2      | 1      | 1      | 1      | 1      | 1      | 1      |
|                  | Unión de Centro Democrático (UCD)                                               | 11     |        |        |        |        |        |        |        |        |        |        |        |
|                  | Unión Democrática Independiente de Santa Úrsula (UDIS)                          |        |        |        |        |        |        | 4      | 2      |        |        |        |        |
|                  | Vox                                                                             |        |        |        |        |        |        |        |        |        |        |        | 1      |

### Organización territorial
Casi toda la extensión del término municipal se encuentra incluida en la Comarca de Acentejo, a excepción de la superficie del paisaje protegido de Las Lagunetas y de la reserva natural especial de Las Palomas, que se incluye en la Comarca del Macizo Central.
Asimismo, Santa Úrsula forma parte de la Mancomunidad del Nordeste de Tenerife.
El municipio se encuentra dividido, según datos del Instituto Nacional de Estadística, en nueve entidades singulares de población, algunas de ellas a su vez divididas en otros núcleos de menor entidad.
| Entidad singular                 | Núcleos                                                | Superficie |
| -------------------------------- | ------------------------------------------------------ | ---------- |
| El Cantillo                      |                                                        | - km²      |
| La Corujera                      | La Corujera La Tosquita Pino Alto-Santa Úrsula Tamaide | - km²      |
| Cuesta de la Villa               | Barrio Antonio Afonso Cuesta de la Villa               | - km²      |
| El Farrobillo                    |                                                        | - km²      |
| Santa Úrsula (capital municipal) | El Calvario La Puntilla Lomo Román Santa Úrsula        | - km²      |
| Tosca Barrios                    |                                                        | - km²      |
| Tosca de Ana María               |                                                        | - km²      |
| La Quinta                        |                                                        | - km²      |
| La Vera                          |                                                        | - km²      |
|                                  | Total                                                  | 22,59 km²  |

## Cultura

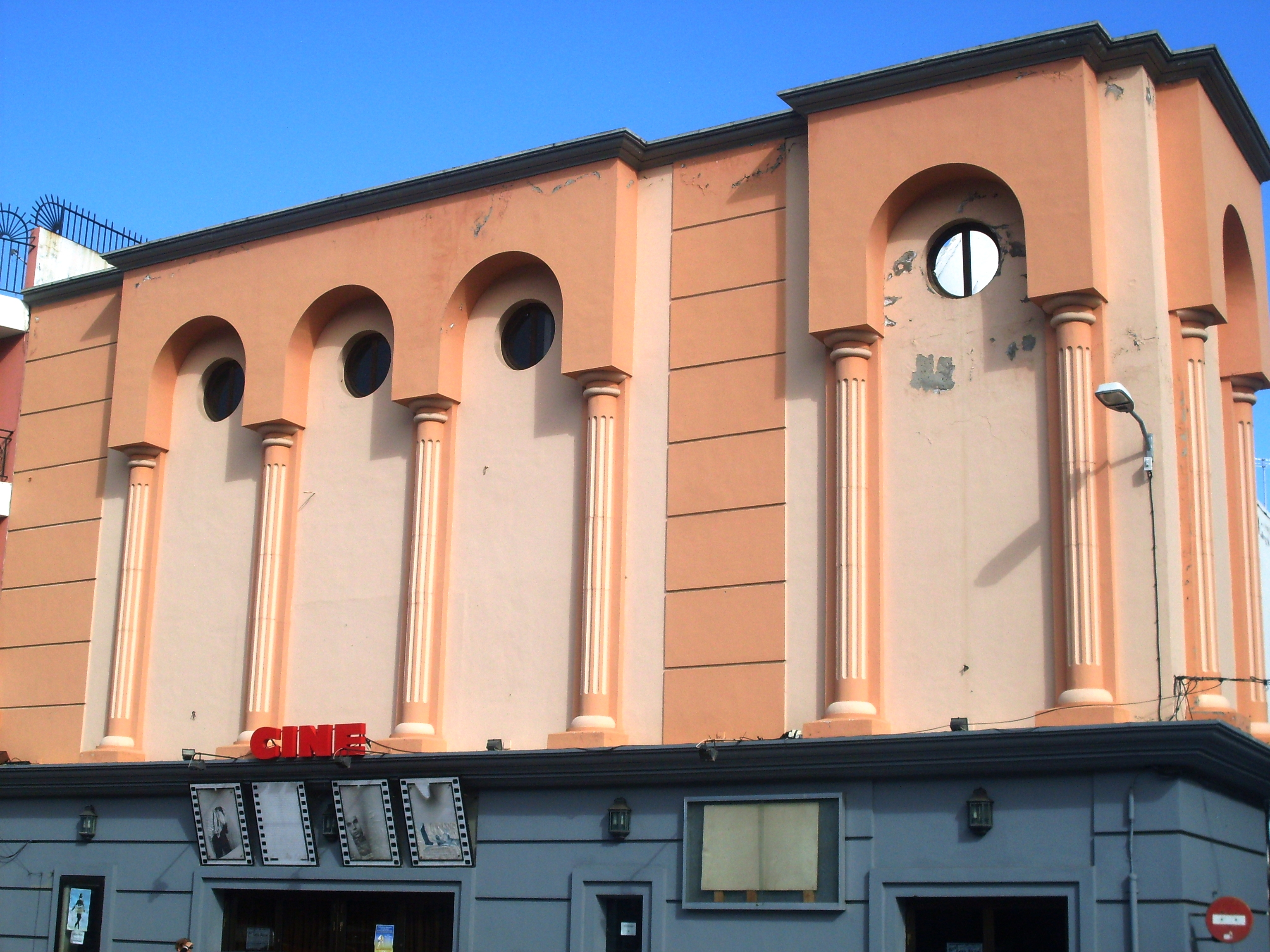
Cine Teatro de Santa Úrsula

### Patrimonio

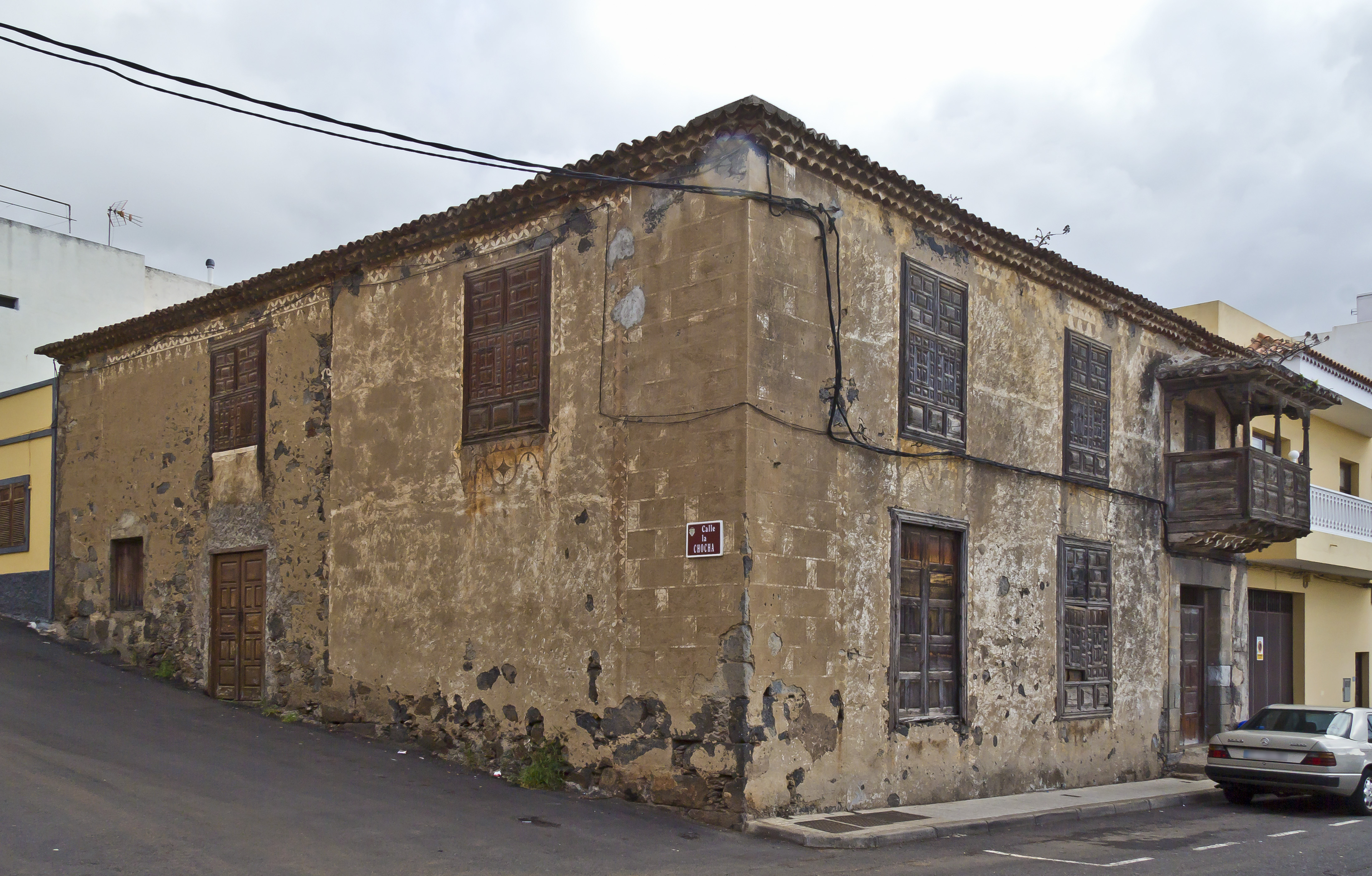
Casa del Capitán, del

El municipio posee varios elementos declarados Bien de Interés Cultural:
- Cueva de Bencomo, declarado Monumento en 1986. Se trata de una cueva de habitación de la época guanche, morada del mencey Bencomo de Taoro según la tradición.[33][18]
- Iglesia de Santa Úrsula, catalogada como Monumento en 2006 junto a numerosas tallas y otras obras de arte de su interior.[34]
- Casa de La Portuguesa, declarada Monumento en 2007. Constituye un inmueble de arquitectura particular de influencia británica de finales del siglo XIX y principios del XX.[35]
- Casa del Capitán, declarada Monumento en 2007. Es un gran inmueble datado en el siglo XVII, siendo uno de los elementos patrimoniales más destacados del municipio.[36]

### Instalaciones culturales
Espacio cultural La Casona - San Luis: La Casona de San Luis posee una antigüedad de siglo y medio. Situada a muy pocos metros de la ermita y la plaza de El Calvario, conforma un conjunto cultural catalogado dentro de las Normas Subsidiarias de Planeamiento.
El edificio, de arquitectura tradicional canaria, consta de dos plantas de 225 metros cuadrados cada una. La planta superior era utilizada como vivienda, mientras que la baja era almacén y granero. La estructura del conjunto está configurada por paredes de carga de piedra y barro y armazón de madera.
Se trata de una antigua casona perteneciente a la familia Román, recientemente restaurada, conservando en su esquina una de las cruces del vía crucis que conducía a los fieles al calvario.
Ruta cultural: El municipio, el considerado casco, puede estar unido a dos enclaves históricos de realce como son: la zona conocida del Calvario, así como, la zona del Malpaís, con sus correspondientes monumentos, haciendas, ermitas, etc., anteriormente analizados y comentados, es decir, la zona del Calvarios estaría formada por la plaza de San Luis, la Hacienda o Casona de San Luis, el Calvario y la ermita de San Luis; y el Malpaís por la Hacienda de San Clemente y la ermita de San Clemente. El objetivo de esta posible ruta es recordar a nuestros vecinos y posibles turistas la historia del municipio y su repercusión en la vida cotidiana. 
Así mismo, otra ruta más completa, desde el punto de vista patrimonial y de recursos naturales, sería partir del casco, visitando la iglesia patronal de Santa Úrsula para después dirigirse a la zona del Malpaís, contemplar la Hacienda de San Clemente y su ermita, con el mismo nombre, para posteriormente, si se desea, descender el sendero de barranco Hondo hasta llegar a su costa, playa del Canto.

### Fiestas
Fiestas patronales - Casco de Santa Úrsula
Se celebran durante el mes de octubre. Tienen su origen en el año 1612 siendo la festividad más antigua del municipio la dedicada en este caso a Santa Úrsula mártir, advocación a la que debe su nombre la localidad. A estas se unen las festividades en honor a la Virgen del Rosario en la década de los años 40-50, desconociéndose con exactitud cuándo se realiza el nexo de ambas celebraciones. 
Las fiestas en honor a las patronas municipales se desarrollan en torno a la iglesia matriz de Santa Úrsula (datada en el año 1614) y la plaza principal, lugares donde se ejecutan los actos más tradicionales: la elección de la reina de las fiestas y su corte de honor, conciertos de la banda municipal de música Ernesto Beteta, actuaciones de afamados artistas de índole nacional e internacional y las funciones religiosas en honor a la patrona Santa Úrsula, que además ostenta el cargo de Alcaldesa Honoraria y Perpetua del municipio desde el 16 de octubre de 2014.
Fiestas de San Luis, rey de Francia - Barrio de El Calvario
Es una fiesta que tuvo sus comienzos en el siglo XVIII, organizada por la familia Román cuyo programa los conformaban únicamente actos de carácter religioso. No es hasta el año 1956 cuando se incorporan al calendario los actos populares, organizándose desde entonces de manera ininterrumpida por una comisión de vecinos/as de la localidad. Se celebran dentro de la primera quincena del mes de agosto, teniendo como escenario principal el entorno del Antiguo Calvario, el camino Real, la ermita de San Luis Rey de Francia (construida en 1680) y la Casona de la familia Román. 
Dentro de sus actos más tradicionales destacan: el baile del Remango, el juicio y la quema del Haragán (especie de figura hecha de tela y pajas que representa a un personaje polémico de la actualidad) y la tirada del arco de frutas y verduras. 
Fiestas de San Bartolomé, apóstol - Barrio de La Corujera
La fundación del templo de San Bartolomé se debe al presbítero Juan García Calzadilla, a partir de 1713 celebra en ella las festividades anuales dedicada a la advocación de San Salvador y San Bartolomé, limitadas con el paso del tiempo, a las funciones en honor de San Bartolomé. Se celebran en la segunda quincena del mes de agosto, donde destacan los actos de elección de la reina de las fiestas y las procesiones de San Bartolomé y San Lázaro.

### Otras festividades
- Fiestas de Santa Ana y San Joaquín - Tosca de Ana María. 26 de julio
- Fiestas de San Luis Rey de Francia - San Luis. 25 de agosto
- Fiestas de Ntra. Sra. de Fátima - El Farrobillo. 13 de mayo
- Fiestas de Santa Rita y la Santa Cruz - Lomo Hilos. Mes de junio
- Fiestas de la Santa Cruz de la Vera - La Vera. 3 de mayo
- Fiestas del Santo Hermano Pedro - Tamaide. Finales de abril

### Religión
La población creyente del municipio profesa principalmente la religión católica, estando reunida la feligresía en las parroquias de Santa Úrsula mártir y San Bartolomé apóstol, pertenecientes al arciprestazgo de Tacoronte de la diócesis de Tenerife.